# Corryocactus
Corryocactus Britton & Rose è un genere di piante succulente della famiglia delle Cactacee.

## Tassonomia
Comprende le seguenti specie:
- Corryocactus apiciflorus (Vaupel) Hutchison
- Corryocactus aureus (Meyen) Hutchison
- Corryocactus ayacuchoensis Rauh & Backeb.
- Corryocactus ayopayanus Cárdenas
- Corryocactus brachypetalus (Vaupel) Britton & Rose
- Corryocactus brevistylus (K.Schum. ex Vaupel) Britton & Rose
- Corryocactus chachapoyensis Ochoa & Backeb. ex D.R.Hunt
- Corryocactus dillonii A.Pauca & Quip.
- Corryocactus erectus (Backeb.) F.Ritter
- Corryocactus melanotrichus (K.Schum.) Britton & Rose
- Corryocactus pulquinensis Cárdenas
- Corryocactus quadranularis (Rauh & Backeb.) F.Ritter
- Corryocactus serpens F.Ritter
- Corryocactus squarrosus (Vaupel) Hutchison
- Corryocactus tarijensis Cárdenas